# 矢落堀
矢落堀（やおとしほり）は、埼玉県北葛飾郡杉戸町・幸手市を流れる河川である。

## 概要
矢落堀は高野台東2丁目に所在する市街化区域内の調節池を起点に、その後は主として水田などの農地の中を流下する。（一部では北葛飾郡杉戸町大字大島の集落の中や、幸手市大字戸島の見立団地の北端などを流下する区間あり。）流末は倉松川へと至り終点となる。流路の詳細に関しては下記の流路節を参照されたい。

## 流路
- 起点：高野台東2丁目に所在の調節池（北葛飾郡杉戸町高野台東2丁目）
- 調節池の東側に所在する杉戸西排水機場を通過後、南東へ流下する。
- 大字下高野の北東部にて流路を南東方向より東北東へと変え流下する。途中、国道4号を横断する。
- 大字大島の南部を東北東へ流下する。この区間では千石用水路が矢落堀を伏せ越している。
- 幸手市大字吉野（北側）と大字戸島（南側）の境界を東へ流下し、北より流下してくる倉松川へと至り、合流・終点となる。
- 終点：倉松川

## 橋梁
- 国道4号

## 周辺の施設
- 杉戸西排水機場
- 千石用水路の伏せ越し
- カルスタすぎと（杉戸町立図書館）
- 見立公園